# Nick De Santis
Nicolas De Santis, detto Nick (Montréal, 11 settembre 1967), è un ex calciatore, allenatore di calcio e dirigente sportivo canadese, di ruolo centrocampista.

## Carriera

### Calcio
Inizia la sua carriera nel 1987 con il Montréal Supra nella Canadian Soccer League. Nella stagione 1992-1993 ebbe una esperienza in Italia con il Termoli, allora squadra militante nel campionato di Serie D. Nel 1993 debutta con il Montréal Impact dove aiuta la squadra a vincere il primo titolo nel 1994. Con il Montréal Impact vince ancora nel 1995, 1996 e nel 1997. Nel 1999 passa temporaneamente al Raleigh Express nella USL americana, per poi ritornare al Montréal Impact nel 2000. Nel 2003 decide di ritirarsi come calciatore. Con la nazionale canadese di calcio ha disputato nove gare segnando una rete. 
Dal 2011 al 2019 è stato direttore sportivo dei  Montreal Impact.

### Calcio a 5
Con la Nazionale maschile di calcio a 5 del Canada ha disputato il FIFA Futsal World Championship 1989 in cui i nordamericani, inseriti nel girone comprendente Belgio, Argentina e Giappone, sono stati eliminati al primo turno.

## Palmarès

### Giocatore

#### Competizioni nazionali
- American Professional Soccer League: 1

Montreal Impact: 1994
- Voyageurs Cup: 2

Montreal Impact: 2002, 2003

### Allenatore

#### Competizioni nazionali
- United Soccer Leagues First Division: 1

Montreal Impact: 2004
- Voyageurs Cup: 4

Montreal Impact: 2004, 2005, 2006, 2007
- Canadian Championship: 1

Montreal Impact: 2008

## Statistiche

### Cronologia presenze e reti in nazionale
| Cronologia completa delle presenze e delle reti in nazionale ― Colombia | Cronologia completa delle presenze e delle reti in nazionale ― Colombia | Cronologia completa delle presenze e delle reti in nazionale ― Colombia | Cronologia completa delle presenze e delle reti in nazionale ― Colombia | Cronologia completa delle presenze e delle reti in nazionale ― Colombia | Cronologia completa delle presenze e delle reti in nazionale ― Colombia | Cronologia completa delle presenze e delle reti in nazionale ― Colombia | Cronologia completa delle presenze e delle reti in nazionale ― Colombia |
| Data                                                                    | Città                                                                   | In casa                                                                 | Risultato                                                               | Ospiti                                                                  | Competizione                                                            | Reti                                                                    | Note                                                                    |
| ----------------------------------------------------------------------- | ----------------------------------------------------------------------- | ----------------------------------------------------------------------- | ----------------------------------------------------------------------- | ----------------------------------------------------------------------- | ----------------------------------------------------------------------- | ----------------------------------------------------------------------- | ----------------------------------------------------------------------- |
| 26-3-1988                                                               | Lima                                                                    | Perù                                                                    | 1 – 3                                                                   | Canada                                                                  | Amichevole                                                              | 1                                                                       |                                                                         |
| 30-3-1988                                                               | Armenia                                                                 | Colombia                                                                | 3 – 0                                                                   | Canada                                                                  | Amichevole                                                              | -                                                                       |                                                                         |
| 5-4-1988                                                                | Kingston                                                                | Giamaica                                                                | 0 – 4                                                                   | Canada                                                                  | Amichevole                                                              | -                                                                       |                                                                         |
| 7-4-1988                                                                | Montego Bay                                                             | Giamaica                                                                | 0 – 0                                                                   | Canada                                                                  | Amichevole                                                              | -                                                                       |                                                                         |
| 12-4-1988                                                               | Victoria                                                                | Canada                                                                  | 1 – 0                                                                   | Messico                                                                 | Amichevole                                                              | -                                                                       | 46’                                                                     |
| 14-4-1988                                                               | Burnaby                                                                 | Canada                                                                  | 1 – 1                                                                   | Messico                                                                 | Amichevole                                                              | -                                                                       | Uscita                                                                  |
| 15-7-1988                                                               | Toronto                                                                 | Canada                                                                  | 1 – 2                                                                   | Polonia                                                                 | Amichevole                                                              | -                                                                       | Ingresso                                                                |
| 11-10-1995                                                              | Concepción                                                              | Cile                                                                    | 2 – 0                                                                   | Canada                                                                  | Amichevole                                                              | -                                                                       |                                                                         |
| 17-8-1997                                                               | Toronto                                                                 | Canada                                                                  | 0 – 1                                                                   | Iran                                                                    | Amichevole                                                              | -                                                                       | 82’                                                                     |
| 14-9-1997                                                               | San Salvador                                                            | El Salvador                                                             | 4 – 1                                                                   | Canada                                                                  | Qual. Mondiali 1998                                                     | -                                                                       |                                                                         |
| 12-10-1997                                                              | Edmonton                                                                | Canada                                                                  | 2 – 2                                                                   | Messico                                                                 | Qual. Mondiali 1998                                                     | -                                                                       | 48’                                                                     |
| Totale                                                                  |                                                                         | Presenze                                                                | 11                                                                      |                                                                         | Reti                                                                    | 1                                                                       |                                                                         |